# Tribolonotus choiseulensis
Tribolonotus choiseulensis — вид сцинкоподібних ящірок родини сцинкових (Scincidae). Ендемік Соломонових Островів. Описаний у 2017 році.

## Поширення і екологія
Tribolonotus choiseulensis мешкають на островах Шуазель і Таро в архіпелазі Соломонових островів.